# Blanka Vítková
Blanka Vítková (14. listopadu 1948, Praha – 24. dubna 2014, Praha) byla česká sólová operní pěvkyně, mezzosopranistka.

## Umělecká dráha
Studium na pěveckém oddělení pražské konzervatoře u profesorky Miloslavy Fidlerové zakončila v roce 1972 absolutoriem.
První scénou, kam byla angažována, bylo Hudební divadlo v Karlíně, kde vystupovala již během čtvrtého ročníku studia na konzervatoři v roce 1971. Pěvecké i herecké ztvárnění přidělených rolí brzy prozradilo veliký talent a stalo se odrazovým můstkem pro přechod na naši první operní scénu – operu Národního divadla v Praze (od roku 1972). Ještě jako studentka dostala významnou koncertní příležitost účinkovat v Requiem Ivana Jirků, které bylo provedeno na XXVIII. mezinárodním hudebním festivalu Pražské jaro 1973.
Jako sólistka opery Národního divadla v Praze působila v letech 1973–1992 a v letech 1992–1994 jako sólistka Státní opery Praha. Natočila rovněž řadu snímků pro Československý rozhlas a Československou televizi (mimo jiné v operách Wolfganga Amadea Mozarta, Otakara Jeremiáše, Ivana Jirků a dalších).
Již za dob svého studia se úspěšně prosazovala na řadě domácích i mezinárodních pěveckých soutěží (např. vítězka VII. pěvecké soutěže Antonína Dvořáka, Karlovy Vary, červen 1973, XI. Festival Internazionale Brescia e Bergamo, Italiano, 1974).[zdroj?] Zpívala v doprovodu předních hudebních těles, jako je Symfonický orchestr hlavního města Prahy FOK, Symfonický orchestr Československého rozhlasu, Česká filharmonie, Německá filharmonie (pod vedením sira Charlese Mackerrase) a dalších. Držitelka ceny Československého rozhlasu a ceny Supraphonu (mimo jiné za provedení písňového cyklu Jana Hanuše na církevní texty).[zdroj?]
Účinkovala v řadě zahraničních divadel ve Spolkové republice Německo (Státní opera v Berlíně, Komická opera v Berlíně), Rakousku, Švýcarsku (pěvecký recitál v Luzernu), Itálii, Slovensku, Rusku a dalších). V letech 1990–1994 se věnovala také pedagogické činnosti. Jako sólistka zpívala také s Vysokoškolským uměleckým souborem Univerzity Karlovy v Praze. Pravidelně každý rok před Vánoci jezdila zpívat Českou mši vánoční Jakuba Jana Ryby do táborského divadla. Účinkovala také např. v Královském letohrádku Hvězda na Bílé Hoře. Uvedena v encyklopedii Who is Who. Inspiraci pro svoji uměleckou tvorbu vždy čerpala především v kraji Bedřicha Smetany – na Loučeňsku a Svatojiřsku. Do své smrti žila střídavě v Praze a v městysu Loučeň. Zemřela v Praze 24. dubna 2014 a je pochována na hřbitově v rodinné hrobce na Loučeni (číslo hrobového místa 107, uprostřed hřbitova pod červeným tisem).
Syn PhDr. Richard Vaněk (* 1975) vystudoval Filozofickou fakultu Univerzity Karlovy v Praze se specializací na personální řízení a psychologii práce a organizace. Vnuci Jan (* 2006) a Tomáš (* 2008) Vaňkovi jsou oba studenti středních škol.

## Hlavní role
- Čipra (Cikánský baron)
- Veřejné mínění (Orfeus v Podsvětí)
- Minerva (Orfeus v Podsvětí)
- Hugetta (Král tuláků)
- Dryáda (Ariadna na Naxu)
- Katěrina Ivanovna (Bratři Karamazoví)
- Panna Róza (Tajemství)
- Ježibaba (Rusalka)
- Třetí žínka (Rusalka)
- Káča (Čert a Káča)
- Varvara (Káťa Kabanová)
- Azucena (Trubadúr) /česky i italsky/
- Quickly (Falstaff)
- Olga (Evžen Oněgin)
- Suzuki (Madame Butterfly)
- Hostinská (Mistr Jeroným)
- Anna Schillingová (Copernicus)
- Marta (Faust a Markétka)
- Háta (Prodaná nevěsta) – v této opeře účinkovala společně se svým synem Richardem, který vystupoval v dětské roli
- Ludmila Krušinová (Prodaná nevěsta) – v této opeře účinkovala společně se svým synem Richardem, který vystupoval v dětské roli
- Carlotta (Mlčenlivá žena)
- Babička Zuzčina (Zuzana Vojířová)
- Paní Quickly (Falstaff)
- Martinka (Hubička)
- Panna pošetilá (Hry o Marii)
- Matka Boží (Hry o Marii)
- Ulrica Arvedson, věštkyně (Maškarní ples)
- Radka (Šárka)
- Zpěvačka madrigalu (Manon Lescaut)
- Pásková, Datel (Příhody lišky Bystroušky)
- Kameny (Kamenný kvítek)
- Věštkyně (Ohnivý anděl)
- Babička (Její pastorkyňa)
- Pastuchyně (Její pastorkyňa)
- Marcellina (Figarova svatba)
- Erda (Zlato Rýna)
- Ježibaba (Perníková chaloupka)
- Žnec (Libuše)
- Zuzka (Eva)
- Dáma (Kouzelná flétna)
- Maddalena (Rigoletto)
- Hostinská (Boris Godunov)
- Dryjáda (Ariadna na Naxu)
- Šenkýřka (Zbojnická balada)
- Matka (Silnice)
- Hraběnka (Piková dáma)
- Lotynka (Jakobín)
- Věštkyně (Ohnivý anděl)
- Děva (Šárka)
- Mladá zpěvačka Dorotea (Viva la Mamma)
- Komorná (Věc Makropulos)
- madrigal k baletu Šeherezáda
- Stařenka Buryjovka (Její pastorkyňa)
- Bohatá vdova (Tvrdé palice)
- Viola (Viola) – také televizní zpracování
- Iokasté (Oidipus Rex) /latinsky/
- Soňa (Vojna a mír)
- Dívka (Polovecké tance)
- Glaša (Káťa Kabanová)
- Mladá žena (Coriolanus)
- Mladá zpěvačka (Viva la Mamma)
- Mrs. Sedley (Peter Grimes)
- Frosja (Semjon Kotko)
- Molly Brazen (Žebrácká opera)
- Paní Peachum (Žebrácká opera)
- 2. čarodějnice (Dido a Aeneas)
- Hlas matky (Hoffmanovy povídky)
- Magdaléna (Mistři pěvci norimberští)
- Emilie (Otello) /italsky/

## Koncertní činnost
- Stabat Mater – oratorium
- Beethovenova 9. symfonie s Ódou na radost

## Televizní tvorba
- Giroflé – Giroflá – (Charles Lecoq) – Doňa Aurora – playback – Československá televize Praha, 1991, režie: Ladislav Váňa, scénář: Ladislav Váňa, kamera: Jiří Kadaňka, choreografie: Otto Šanda, výroba: 5. tvůrčí skupina ČST
- Figarova svatba – (Wolfgang Amadeus Mozart) – Československá televize Praha, 1989, stopáž 170 minut, divadelní režie: Václav Věžník, kamera: Ilja Bojanovský, režie televizního záznamu: T. Šimerda
- Cikánský baron (Johann Strauss mladší) – Záznam představení Hudebního divadla v Karlíně, 1972, stopáž 128 minut, dirigent: Miroslav Homolka, divadelní režie: F. Paul, kamera: Ilja Bojanovský, televizní režie: Milan Macků
- Viola (Bedřich Smetana) – Československá televize Praha
- Perníková chaloupka – (Engelbert Humperdinck) – Československá televize Praha, 1991
- Tvrdé palice – role Říhové – (Antonín Dvořák) – Československá televize Praha, 1990
- Zbojnická balada – role krčmářky – (Václav Kašlík) Československá televize Praha, 1987
- Hudba na hradě Zvíkov – Československá televize Praha, 1981, 39 minut, režie: Milan Mackovič, kamera: Ilja Bojanovský, dále hráli: Marta Boháčová, Dalibor Jedlička, Miroslav Švejda

## Rozhlasová a gramofonová tvorba
- Anna Karenina – (Emil Hlobil) – Československý rozhlas
- Sen noci svatojánské (Ivan Jirko) – Československý rozhlas
- Rekviem (Ivan Jirko) – P.J. 1973 Supraphon
- Pohádka (Ilja Hurník) – Panton, Československý rozhlas
- Věc Makropulos (Leoš Janáček) – DECCA Vídeň
- Rusalka (Antonín Dvořák) – DECCA Vídeň